# Гаристово
Га́ристово (Гарестово) — деревня в Ельнинском районе Смоленской области России. Входит в состав Бобровичского сельского поселения.
Население — 127 жителей (2022 год)..
Расположена в юго-восточной части области в 12,5 км к северу от города Ельня, в 4 км восточнее автодороги Р137 Сафоново — Рославль, на берегах реки Усия.

## Экономика
Фермерские хозяйства, библиотека, дом культуры, средняя школа (закрыта), отделение связи.